# Margareth Kammerer
Margareth Kammerer (* 1966 in Südtirol) ist eine Jazzsängerin und -gitarristin.
Kammerer studierte von 1987 bis 1993 Musikwissenschaften in Bologna. Außerdem nahm sie von 1991 bis 1993 Gesangsunterricht bei Michiko Hirayama. 1989 gehörte sie zu den Mitbegründerinnen des Improvisationsensembles laboratorio di musica e immagine. 1993 gründete sie die Frauenband Fastilio.
1994 zog Kammerer nach Berlin um. Hier entstand 1997 mit Adeline Rosenstein und Leonid Soybelman das Album The Songs That Cannot Stand und im Folgejahr Ode an die Langeweile – Eine Hommage an Hanns Eisler mit Michael Gross, Leonid Soybelman, Hanno Leichtmann, Joe Williamson, Nicholas Bussmann und anderen. 1999 gründete sie mit Soybelman, Williamson, Bussmann und Andrea Ermke die Gruppe Guestar.
Seit 2000 beteiligte sich Kammerer mehrfach an Theaterprojekten und Performances. Sie trat als Sängerin u. a. in den Stücken Comas unter der Regie von Laurent Frechuret (1999–2001), Traum im Herbst von Jon Fosse (Regie von Wulf Twiehaus, Musik von Jörg Gollasch, 2001) und in der Oper Venusmond von Burkhard Stangl und Oswald Egger (2002) auf.
2004 erschien ihr erstes Soloalbum To Be an Animal of Real Flesh (mit Axel Dörner, Chris Abrahams und Tatsuya Yoshida), auf dem sie Songs nach Texten von E. E. Cummings, Anne Carson, Paul Celan und Antonin Artaud singt.